# Gonatodes falconensis
Gonatodes falconensis är en ödleart som beskrevs av  Shreve 1947. Gonatodes falconensis ingår i släktet Gonatodes och familjen geckoödlor. Inga underarter finns listade i Catalogue of Life.